# Kościół Niepokalanego Poczęcia Najświętszej Maryi Panny w Kościeniewiczach
Kościół Niepokalanego Poczęcia Najświętszej Maryi Panny w Kościeniewiczach – kościół parafialny w Kościeniewiczach na Białorusi.

## Historia
Murowany kościół został wybudowany w miejscu drewnianego staraniem rektora grodzieńskiego jezuity o. Kazimierza Wazgirda. Budowę rozpoczęto w 1763 roku, w 1780 dokonano konsekracji. Świątynia została spalona podczas okupacji niemieckiej przez partyzantów. Po II wojnie światowej budynek odbudowano z inicjatywy proboszcza ks. Stanisława Żuka.
W 1991 roku poświęcono plebanię i intronizowano figurę Matki Bożej Fatimskiej w głównym ołtarzu, czego dokonał ks. bp Aleksander Kaszkiewicz.
W 2013 roku obchodzono 250-lecie istnienia kościoła. Biełposzta wydała z tej okazji pocztówkę, na której umieszczono wizerunki kościoła.

## Architektura
Budynek zbudowano w stylu późnego baroku, na planie prostokąta i nakryto wysokim dwuspadowym dachem, nad częścią ołtarzową umieszczono dach czterospadowy. Ściany wykończone zostały płaskimi pilastrami. Fasadę główną zakończono frontonem z attyką z półkolistym otworem okiennym. Fronton ozdobiono wolutami, pilastrami i wielowarstwowym gzymsem. Portal wejściowy i otwory okienne są łukowate. Do elewacji wschodniej przylega przybudówka, nakryta stromym dwuspadowym dachem z barokowym frontonem z attyką nad wejściem.
Wnętrze nakryto stropem skrzynkowym. Podłoga pokryta została kolorową mozaiką. Ściany zdobią dwuwarstwowe pilastry. Ołtarz ma symetryczną kompozycję z dużą półkolistą niszą pośrodku, ozdobioną sześcioma półkolistymi kolumnami z jońskimi kapitelami, podtrzymującymi piętrowy gzyms. Pomiędzy kolumnami znajduje się malowana gipsowa rzeźba. Do niskich drewnianych chórów prowadzą boczne schody.

Przy kościele znajduje się XIX-wieczna drewniana dzwonnica oraz kamienne ogrodzenie z bramą. 

Galeria
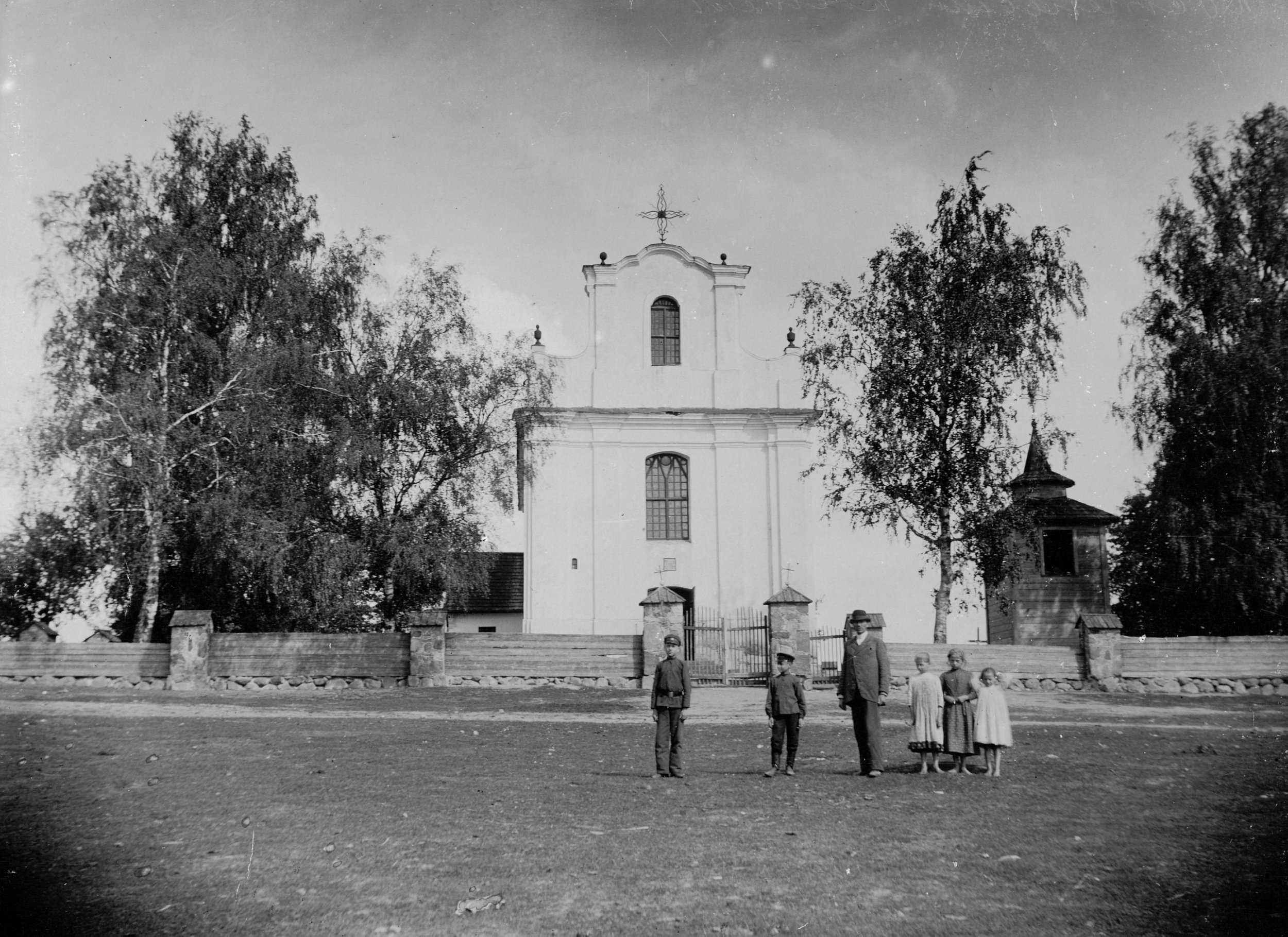
Kościół na pocz. XX w.
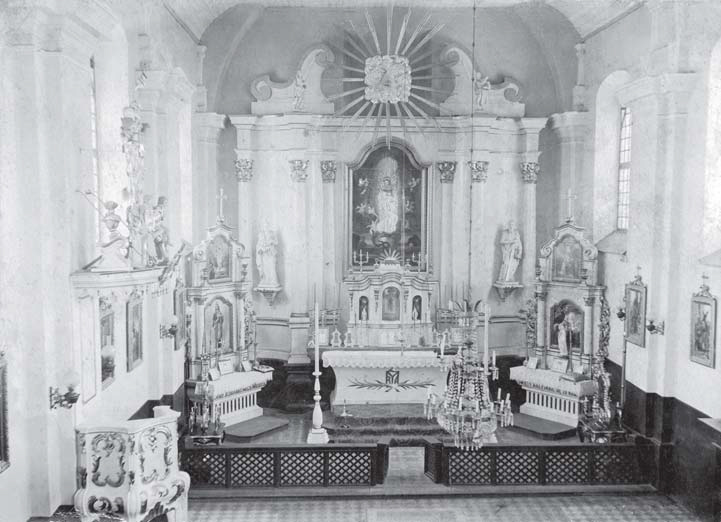
Wnętrze świątyni w latach 30. XX w.
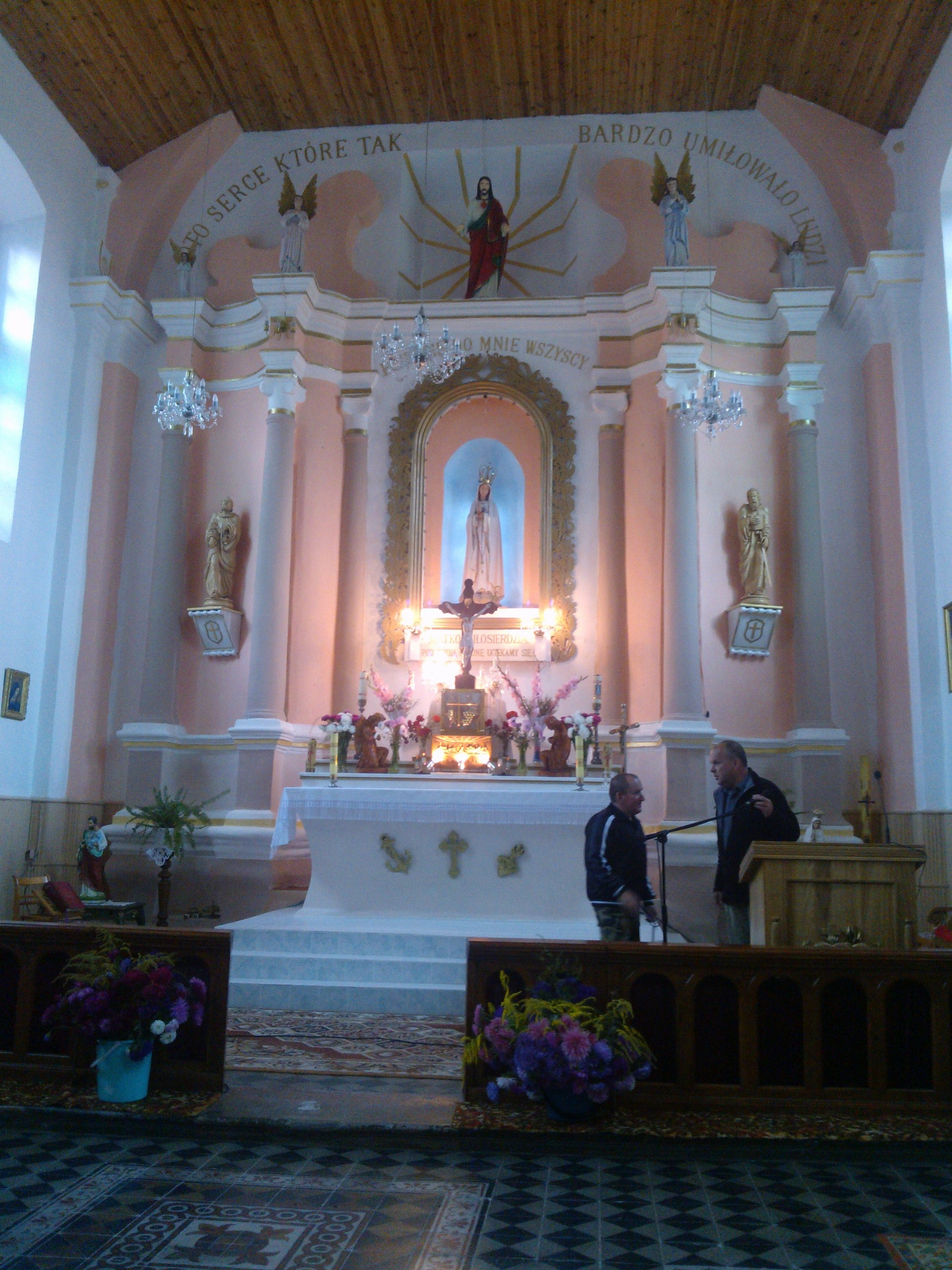
Ołtarz główny
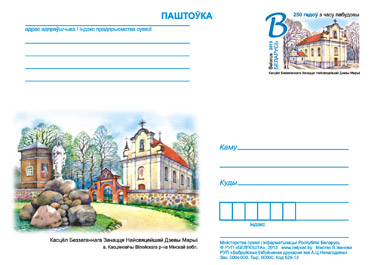
Pocztówka z 2013 roku z wizerunkami kościoła